# 前田重治
前田 重治（まえだ しげはる、1928年 -2024年2月14日 ）は、日本の医学者・精神科医。九州大学名誉教授。専攻は精神分析学・カウンセリング。

## 略歴
長崎県長崎市生まれ。1952年九州大学医学部卒業。1958年「被暗示性に関する実験的研究」で医学博士の学位を取得。精神科、心療内科を経て、1972年九州大学教育学部教授。1991年定年退官、名誉教授。2007年秋の叙勲で瑞宝中綬章を受章。

## 著書
- 『心理面接の技術 精神分析的心理療法入門』慶応通信 1976
- 『心理療法の進め方 簡易分析の実際』創元社、1978
- 『心理臨床 精神科臨床と心理臨床家』星和書店 1981 臨床精神医学叢書
- 『自由連想法覚え書 古沢平作博士による精神分析』岩崎学術出版社 1984
- 『図説臨床精神分析学』誠信書房、1985
- 『夢・空想・倒錯 退行の精神分析』彩古書房 1985 サイコブックス
- 『個人的分析 ある分析医の情景』誠信書房 1988
- 『精神分析応用論』誠信書房 1988
- 『不適応の精神分析 心の健康を育てる』慶応通信 1988
- 『精神分析の視点 心理臨床エッセー集』誠信書房 1992
- 『低徊派 第二エッセー集』九州大学出版会、1992
- 『続・図説臨床精神分析学』誠信書房 1994
- 『原光景へ 私の精神分析人門』白地社 1995
- 『「芸」に学ぶ心理面接法 初心者のための心覚え』誠信書房 1999
- 『芸論からみた心理面接 初心者のために』誠信書房 2003
- 『歌謡曲だよ人生は』せいうん 2005
- 『東西草画 自選紀行集』せいうん 2005
- 『夏冬雑記』せいうん 2007
- 『図説精神分析を学ぶ』誠信書房 2008
- 『文がたみ』せいうん、2009
- 『遊びをせんとや』せいうん、2010
- 『ゆるい暮らし』せいうん 2011

## 共編著
- 『現代催眠学 暗示と催眠の実際』蔵内宏和共著 慶応通信、1960
- 『精神分析を学ぶ 病める心の深層を解明』小川捷之共編 1981 有斐閣選書
- 『カウンセリング入門 カウンセラーへの道』編 1986 有斐閣選書
- 『ダイアローグ:精神分析と創造性 = Dialog:Psychoanalysis and Creativity』北山修共著 遠見書房、2012

## 翻訳
- F.フライターク『催眠分析の基礎 催眠と身体心像』蔵内宏和,秋本辰雄共訳　岩崎学術出版社 1969 現代精神分析双書
- アイブス・ヘンドリック『フロイド心理学入門』杉田峰康共訳 岩崎学術出版社 1975
- W.ルーテ編『自律訓練法 第6巻　自律性中和と治寮』秋本辰雄,秋山俊夫共訳 誠信書房 1977
- J.サンドラーほか『患者と分析者 精神分析臨床の基礎』監訳 誠信書房、1980
- J.E.ゼド, A.ゴールドバーグ 『心の階層モデル 精神分析理解のために』誠信書房 1982
- O.カーンバーグ『対象関係論とその臨床』監訳 岩崎学術出版社 1983 現代精神分析双書